# Conflitos no Cáucaso

Divisão política atual do Cáucaso

Os conflitos no Cáucaso são uma série de guerras civis, conflitos separatistas e/ou conflitos étnicos, e até mesmo conflitos entre nações, que ocorreram na região do Cáucaso desde a época da União Soviética até ao fim da Guerra Fria. Grande parte do traçado das fronteiras existentes na região do Cáucaso é considerada arbitrária e artificial pelos beligerantes, e foi em grande parte estabelecida entre 1922 e 1936 pelo ditador soviético Josef Stalin. Com o colapso da URSS, as novas repúblicas autonomas teriam problemas étnicos e religiosos aflorados. Na porção sul do Cáucaso, denominada Transcaucásia, três novos Estados surgem, a República da Armênia, a República do Azerbaijão, e a Geórgia. Armênia e Azerbaijão fazem parte da CEI (Comunidade de Estados Independentes). Na porção norte do Cáucaso, denominada de Ciscaucásia, encontram-se 7 repúblicas e regiões autônomas que pertencem a Federação Russa. As três repúblicas da Transcaucásia são beligerantes em múltiplos conflitos: a Armênia e o Azerbaijão disputam o controle de Nagorno Karabakh, região do Azerbaijão habitada na sua maioria por armênios, reclamada e ocupada pela Armênia, contrariando a Resolução 62/243 da ONU de 2008; movimentos separatista na Abcásia e na Ossétia do Sul, territórios oficialmente pertencentes a Geórgia; movimentos separatistas nas repúblicas da Chechênia, Daguestão e Inguchétia, territórios oficialmente pertencentes a Federação Russa. Os conflitos são de interesse global, uma vez que a região é um ponto de passagem de oleodutos que ligam as reservas de petróleo e gás no Azerbaijão e Cazaquistão a Moscou e aos portos da Europa.

## Armênia contra o Azerbaijão: a disputa por Nagorno Karabakh

Situação das fronteiras da região ao final do conflito após o cessar fogo de 1994. As forças da Arménia além de controlar Nagorno-Karabakh (fronteiras em vermelho), atualmente controlam quase 9% do território do Azerbaijão (em marrom) fora do antigo Oblast Autónomo de Nagorno Karabakh; e forças azeris controlam Shahumian e partes do leste de Martakert e Martuni (em amarelo).

A região de Nagorno Karabakh é foco de conflito entre Armênia e Azerbaijão por sua natureza peculiar. Embora esteja encravado em pleno território azeri, um país majoritariamente muçulmano, quase 80% de sua população é armênia e cristã.
Desde o início do século XX tenta-se uma solução para o status político de Nagorno Karabakh. Em 1921, a região é entregue à Armênia por um conselho regional do Cáucaso. Mas, logo após o acerto, as duas nações são incorporadas pela URSS e Nagorno-Karabakh é cedido ao Azerbaijão como uma república autônoma. Em 1988, aproveitando à abertura política soviética, a Armênia passa a reivindicar o território, o que inicia uma guerra entre as duas repúblicas, que se intensifica com a saída do exército soviético de Nagorno-Karabakh, após o fim da URSS (1991). O Azerbaijão bombardeia o enclave até 1992, quando a Armênia conquista Nagorno-Karabakh, e uma extensa área ao redor, criando assim um "corredor" de ligação com a região (Corredor de Latchine). A continuidade dos combates provoca o colapso econômico dos dois países. Em maio de 1994, é assinado um cessar fogo.
As negociações bilaterais sobre o destino da região não avançam nos anos seguintes. O presidente armênio, Robert Kocharian, e o azeri, Heydar Əliyev, reúnem-se em março de 2001 na França e em maio nos EUA. É discutida a concessão ao enclave do status de república autônoma do Azerbaijão com Constituição e Exército próprio, e o direito a vetar leis azeris. A Armênia teria que sair da área contigua, ocupada durante a guerra. Nada é decidido, porém, porque Kocharian e Əliyev enfrentaram forte resistência interna em seus países.

## Conflitos separatistas na Geórgia

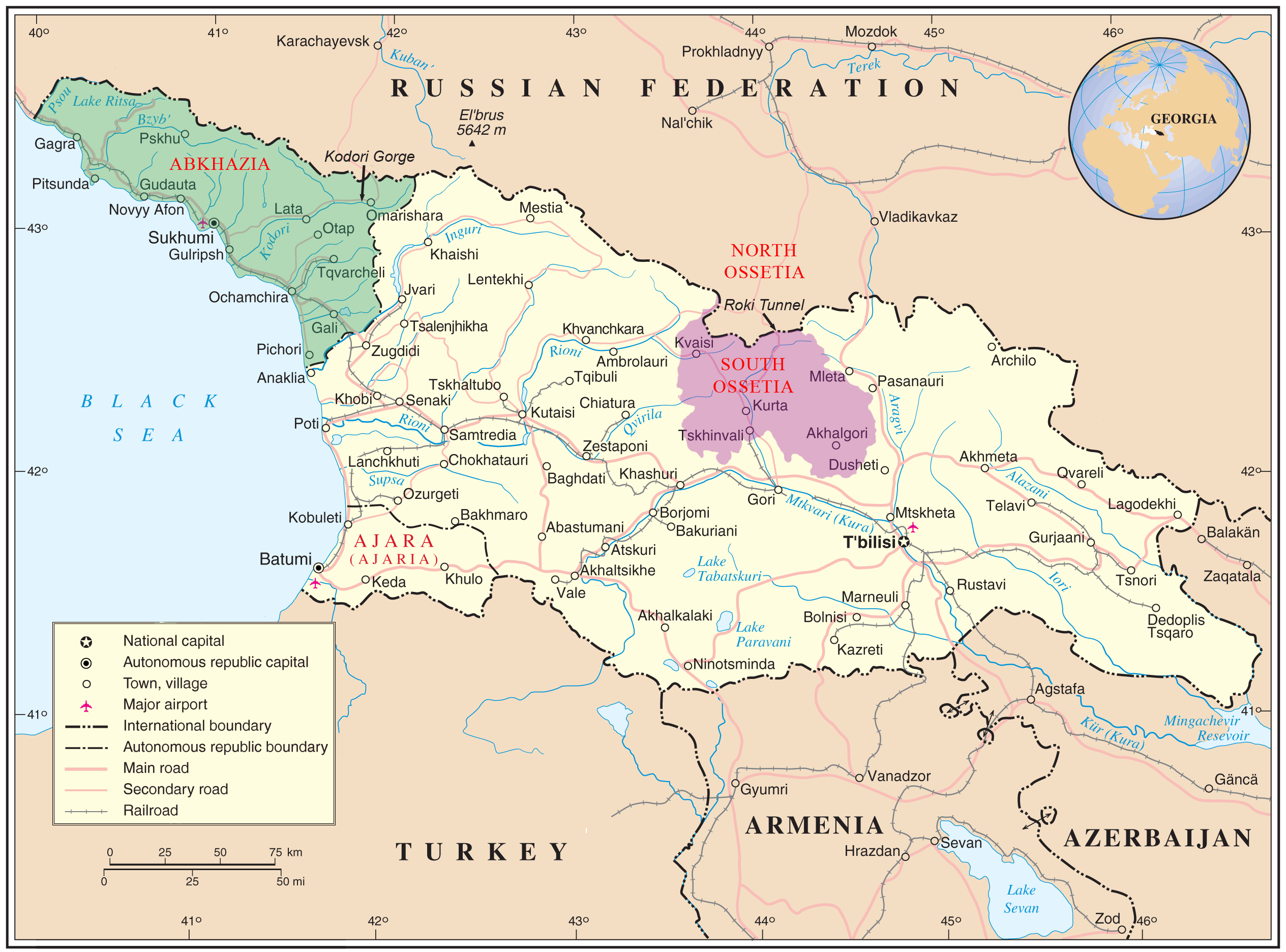
A Geórgia e suas repúblicas separatistas no Cáucaso: Abcásia (em verde) e Ossétia do Sul (em roxo).

Ocupada pelas Rússia em diferentes épocas de sua história, a Geórgia não aceitou, a princípio, fazer parte da Comunidade de Estados Independentes, após o colapso da URSS, devido a uma guerra civil no país, além de conflitos separatistas em suas repúblicas da Ossétia do Sul e Abcásia. No entanto, em 1993, quando seus exércitos foram expulsos de ambas repúblicas por separatistas financiados pela Chechênia, o país aderiu à CEI e solicitou apoio militar russo.Posteriormente,após a Guerra da Ossétia de 2008,a Geórgia se retirou da Comunidade dos Estados Independentes.

### Ossétia do Sul
Os ossetas são um povo de origem persa, dividido entre a Federação Russa e a Geórgia durante o regime stalinista (1924-1953). Em 1990, a Ossétia do Sul declara a independência, primeiro passo para integrar-se à república russa da Ossétia do Norte. A Geórgia torna-se independente da União Soviética em 1991 e lança uma ofensiva militar contra os ossetas. Os choques terminam depois da mediação da Federação Russa, em 1992, e da criação de uma força de paz integrada por russos, ossetas e georgianos. O conflito caminhava para uma solução pacífica, sem status político definido para a região, até agosto de 2008, quando forças georgianas entraram no território osseta, o que levou a intervenção russa na região, que acabou por envolver não só os dois países em conflito, mas também os Estados Unidos e a União Europeia, parceiros da Geórgia.
Em 26 de agosto de 2008, o presidente russo, Dmitri Medvedev, anunciou que a Rússia reconhece a independência das regiões separatistas georgianas da Ossétia do Sul e da Abecásia e pediu que outros Estados sigam seu exemplo e façam o mesmo. A decisão foi fortemente criticada pelos Estados Unidos e pela OTAN.

### Abcásia
A república da Abcásia era habitada por uma maioria de etnia abcásia até a década de 1930, quando Josef Stálin envia para a região milhares de georgianos, transformando os abcazes em uma minoria de 17% da população. A Geórgia não reconhece o movimento separatista dos abcásios, alegando que são minoria. Mas os rebeldes criam a República Autônoma da Abcásia, em 1992, o que é considerado o estopim dos conflitos. Estes mataram muitos georgianos na região da Abcásia. Um cessar-fogo é alcançado em 1993, seguido do envio de uma força de paz da Comunidade dos Estados Independentes (CEI) e de uma missão de observadores da ONU em 1994. Mesmo assim há frequentes irrupções de violência. Em outubro de 1999, o governo abcásio promove um referendo sobre a independência, que obtém 97% de apoio, mas não é reconhecido pela Geórgia. A ONU e a Federação Russa prorrogam para 2000 sua permanência na área.

## Conflitos separatistas na Rússia

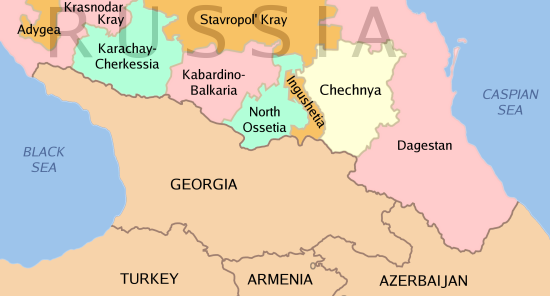
Regiões norte-caucasianas na Federação Russa, repúblicas "problemáticas" para a Rússia.

Desde o fim da URSS, a região do Cáucaso é considerada uma "dor de cabeça" para a Rússia. Essa região é de interesse estratégico para a Rússia, devido ao controle das companhias internacionais de petróleo sobre as jazidas do mar Cáspio, e esses movimentos de cunho separatistas põem em risco o domínio russo na região. Além das reservas, o transporte, antes exclusividade do Estado, também tem gerado tensão.

### Chechênia
A Chechênia, uma das repúblicas russas de maioria muçulmana, proclama sua independência em novembro de 1991, um pouco antes da queda da URSS. As hostilidades aumentam em 1994, quando o presidente russo Boris Yeltsin,decide realizar uma operação militar na Chechênia, chegando a ocupar a capital Grozny, mas o exército russo é derrotado. O acordo de Jasiaviurt, que pôs fim a 21 meses de guerra, com cerca de 100 mil mortes, encerra o conflito em 1996, com um acordo de paz que adia a decisão sobre o status político da república, que poderia se tornar independente de fato.
Em agosto de 1999, guerrilheiros chechenos invadem a vizinha república russa do Daguestão, também de maioria muçulmana, para ali criar um Estado islâmico.Ao mesmo tempo que acontecem atentados a bomba em edifícios residenciais em Moscou e em outras cidades russas, que matam cerca de 300 pessoas em setembro. O governo responsabiliza os extremistas do Cáucaso pela onda de terror e envia tropas à Chechênia no fim do mês para realizar uma "operação antiterrorista", dando início à Segunda Guerra na Chechênia.
A ofensiva dura meses, até a tomada de Grozny em fevereiro de 2000, quando militares russos retomam o controle de 80% do território. Um total de 370 mil chechenos deixam suas casas para escapar dos bombardeios. O presidente Vladimir Putin rejeita a mediação internacional e em junho de 2000 coloca a república sob administração direta da Presidência.
A campanha deveria durar alguns meses, mas o conflito perdurou e se estendeu além do território checheno: na Ossétia do Norte, extremistas fizeram reféns na escola de Beslan causando 331 mortos em setembro de 2004. Em Moscou, 40 separatistas chechenos realizaram a ocupação do teatro de Dubrovka, tomando os espectadores como reféns, em outubro de 2002. Ao final, mais de 130 reféns foram mortos, depois que a Spetsnaz (forças especiais russas) usou gás tóxico dentro do teatro, para dominar os  ativistas.
Embora Moscou afirme que mantém o controle de quase todo o território checheno, os separatistas, entrincheirados nas montanhas do sul, iniciam uma insurgência em 2001, armando emboscadas contra as tropas federais e promovendo atentados ao governo pró-russo em várias cidades. Ao mesmo tempo, entidades de defesa dos direitos humanos russas e internacionais denunciam massacres, estupros e torturas cometidas por militares russos contra civis.
O apoio do presidente Putin à Guerra ao Terror - declarada por George W. Bush após os atentados de 11 de setembro de 2001 nos Estados Unidos - forçam a redução das críticas do Ocidente à intervenção militar russa na Chechênia. Putin, afirmava que os separatistas chechenos mantêm vínculos com Osama bin Laden e a Al Qaeda - responsabilizados pelos atentados -, pois supostamente receberiam ajuda de militantes islâmicos estrangeiros.
O final da "operação antiterrorista" foi anunciado em janeiro de 2006. Apesar de a região no momento passar por uma certa normalização institucional e com a estabilização econômica, prosseguem os enfrentamentos com os rebeldes em áreas isoladas.

### Daguestão
A maior república do Cáucaso russo, o Daguestão, de maioria muçulmana, possui grande importância para os russos, uma vez que abriga campos de petróleo e oleodutos, além disso, nessa república encontra-se o único porto russo no mar Cáspio que pode ser usado durante os 365 dias do ano. A região abriga 32 povos que só se uniram no século XIX para enfrentar o imperialismo do Império Russo, contra o qual lutaram durante 30 anos.
A partir de 1999, o Daguestão foi cenário de incursões de rebeldes fundamentalistas muçulmanos da Chechênia, sob o comando de Shamil Basayev, o que desencadeou uma revolta fracassada no Daguestão, em outubro. Moscou respondeu então com uma vasta ofensiva militar na república. Como consequência, a Rússia decidiria invadir a Chechênia ainda naquele ano. Os atentados terroristas e movimentos de insurgência ainda existem na região.

### Inguchétia
O nome "Inguchétia" deriva da antiga aldeia de Ongusht (renomeada em 1859 como Tarskaya e em 1944 transferida para a Ossétia do Norte) e do sufixo georgiano -eti, no seu todo significando "(terra) onde vivem os inguches".
Em 1920, o poder soviético foi estabelecido no território da Inguchétia, e em 1924 criou-se um oblast (então visto como distrito), dentro do Inguchétia Autonoma na Rússia Soviética, com a cidade de Vladikavkaz (atualmente Alania) como seu centro administrativo. Em 1934, a Chechénia e a Inguchétia foram unidas para formar o Oblast Autônomo da Chechênia-Inguchétia, tornando-se república autónoma em 1936. Em 1944, durante a II Guerra Mundial, Stalin acusou os inguchétios de colaborar com os nazistas, por isso foram deportados em grande escala para a Ásia Central. Os inguchétios voltariam para sua terra natal em 1957 e passariam a exigir a devolução de Prigorodni Rayon, um distrito que se estende ao longo do rio Terek, que havia sido transferido para a Alania durante seu exílio.
Quando a Chechênia declarou a sua independência da Rússia em Novembro de 1991, pouco antes da dissolução da União Soviética, os inguchétios se separaram da Chechênia para formar a sua própria república. Em Dezembro de 1992, o Congresso dos Deputados do Povo da Rússia reconheceu a Inguchétia como uma república autônoma na Rússia. A nova entidade continuou a exigir a devolução do distrito nas mãos da Ossétia do Norte, o que começou em 1992, hostilidades entre as regiões vizinhas. Os líderes russos e inguchétios apressaram-se para mediar o conflito. Desde essa altura, quase todos os mais de 50.000 mil inguchétios que viviam na Ossétia foram forçados a fugir. A maioria dos refugiados vivem hoje na Inguchétia.
A Inguchétia continua a ser uma das mais pobres regiões russas. O conflito na vizinha Chechênia, acaba se alastrando para a Inguchétia e a república tem sido desestabilizada por vários crimes, protestos antigoverno, ataques a funcionários e soldados, excessos militares o que piora de forma crítica a situação dos direitos humanos.

### Ossétia do Norte
O colapso da União Soviética criou problemas particulares para os ossetas que estão divididos em dois países, de um lado a Geórgia, aonde fica a parte sul, e a parte norte na Rússia, e exatamente é aonde se encontra a principal base russa no Cáucaso.
Em Dezembro de 1990, o Soviete Supremo da Geórgia aboliu a autonomia da Ossétia do Sul provocando assim o aumento das tensões étnicas na região, o que levou a uma guerra, com grande parte da população fugindo do outro lado da fronteira,o lado sul. Cerca de 70.000 mil refugiados da Ossétia do Sul foram reinstalados na Ossétia do Norte, aonde também entraram em conflito com a população predominantemente inguchétia no Distrito de Prigorodny em 1992,causando um novo conflito com mais de 500 mortos.
A Ossétia do Norte também sofreu as conseqüências do conflito checheno, com a Crise dos reféns da escola de Beslan em setembro de 2004, em que muçulmanos separatistas chechenos tomaram o controle de uma escola. A crise terminaria no tiroteiro entre os terroristas e as forças russas causando a morte de 335 civis, a maioria deles crianças. Os ossetas acusaram a minoria inguchétia muçulmana de fomentar o terrorismo na região